# Mount Priestley, British Columbia
Mount Priestley är ett berg i Kanada.   Det ligger i provinsen British Columbia, i den sydvästra delen av landet, 3 800 km väster om huvudstaden Ottawa. Toppen på Mount Priestley är 2 359 meter över havet.
Terrängen runt Mount Priestley är bergig västerut, men österut är den kuperad. Mount Priestley är den högsta punkten i trakten. Trakten runt Mount Priestley är nära nog obefolkad, med mindre än två invånare per kvadratkilometer..
Trakten runt Mount Priestley består i huvudsak av gräsmarker.